# 2016-os WEC Spái 6 órás verseny
| Pályarajz | Pályarajz                | Pályarajz                                          |
| --------- | ------------------------ | -------------------------------------------------- |
|           |                          |                                                    |
| Győztesek |                          |                                                    |
| Kategória | Csapat                   | Versenyzők                                         |
| LMP1      | #8 Audi Sport Team Joest | Loïc Duval Lucas di Grassi Oliver Jarvis           |
| LMP2      | #36 Signatech Alpine     | Nicolas Lapierre Gustavo Menezes Stéphane Richelmi |
| LMGTE Pro | #71 AF Corse             | Davide Rigon Sam Bird                              |
| LMGTE Am  | #98 Aston Martin Racing  | Paul Dalla Lana Pedro Lamy Mathias Lauda           |

A 2016-os WEC Spái 6 órás verseny a Hosszútávú-világbajnokság 2016-os szezonjának második futama volt, amelyet május 5. és május 7. között tartottak meg a Circuit de Spa-Francorchamps versenypályán. A fordulót Loïc Duval, Lucas di Grassi és Oliver Jarvis triója nyerte meg, akik a hibridhajtású Audi Sport Team Joest csapatának versenyautóját vezették.

## Időmérő
A kategóriák leggyorsabb versenyzői vastaggal vannak kiemelve.
| Poz. | Kategória | Csapat                        | Átlagidő | Különbség | Rajthely |
| ---- | --------- | ----------------------------- | -------- | --------- | -------- |
| 1.   | LMP1      | #1 Porsche Team               | 1:55,793 |           | 1        |
| 2.   | LMP1      | #2 Porsche Team               | 1:56,590 | +0,797    | 2        |
| 3.   | LMP1      | #6 Toyota Racing              | 1:57,698 | +1,905    | 3        |
| 4.   | LMP1      | #8 Audi Sport Team Joest      | 1:57,716 | +1,923    | 4        |
| 5.   | LMP1      | #5 Toyota Racing              | 1:57,750 | +1,957    | 5        |
| 6.   | LMP1      | #7 Audi Sport Team Joest      | 1:57,915 | +2,122    | 6        |
| 7.   | LMP1      | #13 Rebellion Racing          | 2:01,547 | +5,754    | 7        |
| 8.   | LMP1      | #12 Rebellion Racing          | 2:02,126 | +6,333    | 8        |
| 9.   | LMP1      | #4 ByKolles Racing Team       | 2:03,571 | +7,778    | 9        |
| 10.  | LMP2      | #26 G-Drive Racing            | 2:07,363 | +11,570   | 10       |
| 11.  | LMP2      | #36 Signatech Alpine          | 2:07.822 | +12.029   | 11       |
| 12.  | LMP2      | #45 Manor                     | 2:08,336 | +12,243   | 12       |
| 13.  | LMP2      | #38 G-Drive Racing            | 2:08,557 | +12,764   | 13       |
| 14.  | LMP2      | #44 Manor                     | 2:08,893 | +13,100   | 14       |
| 15.  | LMP2      | #43 RGR Sport by Morand       | 2:09,125 | +13,332   | 15       |
| 16.  | LMP2      | #37 SMP Racing                | 2:09.445 | +13.652   | 16       |
| 17.  | LMP2      | #31 Extreme Speed Motorsports | 2:09,601 | +13,808   | 17       |
| 18.  | LMP2      | #27 SMP Racing                | 2:09,625 | +13,832   | 18       |
| 19.  | LMP2      | #35 Baxi DC Racing Alpine     | 2:10,230 | +14,437   | 19       |
| 20.  | LMP2      | #42 Strakka Racing            | 2:11,160 | +15,367   | 20       |
| 21.  | LMP2      | #30 Extreme Speed Motorsports | 2:13,708 | +17,915   | 21       |
| 22.  | LMGTE Pro | #71 AF Corse                  | 2:17,644 | +21,851   | 22       |
| 23.  | LMGTE Pro | #51 AF Corse                  | 2:17,961 | +22,168   | 23       |
| 24.  | LMGTE Pro | #97 Aston Martin Racing       | 2:17,987 | +22,194   | 24       |
| 25.  | LMGTE Pro | #66 Ford Chip Ganassi Team UK | 2:18,380 | +22,587   | 25       |
| 26.  | LMGTE Pro | #67 Ford Chip Ganassi Team UK | 2:18,418 | +22,625   | 26       |
| 27.  | LMGTE Pro | #95 Aston Martin Racing       | 2:18,739 | +22,946   | 27       |
| 28.  | LMGTE Pro | #77 Dempsey-Proton Racing     | 2:20,036 | +24,243   | 28       |
| 29.  | LMGTE Am  | #98 Aston Martin Racing       | 2:20,351 | +24,558   | 29       |
| 30.  | LMGTE Am  | #83 AF Corse                  | 2:22,202 | +26,409   | 30       |
| 31.  | LMGTE Am  | #88 Abu Dhabi-Proton Racing   | 2:22,457 | +26,664   | 31       |
| 32.  | LMGTE Am  | #86 Gulf Racing               | 2:22,928 | +27,135   | 32       |
| 33.  | LMGTE Am  | #78 KCMG                      | 2:23,316 | +27,523   | 33       |
| 34.  | LMGTE Am  | #50 Larbre Compétition        | 2:23,590 | +27,797   | 34       |

## Verseny
A résztvevőknek legalább a versenytáv 70%-át (112 kört) teljesíteniük kellett ahhoz, hogy az elért eredményüket értékeljék. A kategóriák leggyorsabb versenyzői vastaggal vannak kiemelve.
| Helyezés | Kategória | #  | Csapat                    | Versenyzők                                             | Kasztni                        | Gumi | Kör | Idő/Hátrány/Kiesés |
| Helyezés | Kategória | #  | Csapat                    | Versenyzők                                             | Motor                          | Gumi | Kör | Idő/Hátrány/Kiesés |
| -------- | --------- | -- | ------------------------- | ------------------------------------------------------ | ------------------------------ | ---- | --- | ------------------ |
| 1.       | LMP1      | 8  | Audi Sport Team Joest     | Loïc Duval Lucas di Grassi Oliver Jarvis               | Audi R18 e-tron quattro        | M    | 160 | 06:00:32,112       |
| 1.       | LMP1      | 8  | Audi Sport Team Joest     | Loïc Duval Lucas di Grassi Oliver Jarvis               | Audi TDI 4.0 L Turbo Diesel V6 | M    | 160 | 06:00:32,112       |
| 2.       | LMP1      | 2  | Porsche Team              | Marc Lieb Romain Dumas Neel Jani                       | Porsche 919 Hybrid             | M    | 158 | +2 kör             |
| 2.       | LMP1      | 2  | Porsche Team              | Marc Lieb Romain Dumas Neel Jani                       | Porsche 2.0 L Turbo V4         | M    | 158 | +2 kör             |
| 3.       | LMP1      | 13 | Rebellion Racing          | Dominik Kraihamer Alexandre Imperatori Mathéo Tuscher  | Rebellion R-One                | D    | 156 | +4 kör             |
| 3.       | LMP1      | 13 | Rebellion Racing          | Dominik Kraihamer Alexandre Imperatori Mathéo Tuscher  | AER P60 2.4 L Turbo V6         | D    | 156 | +4 kör             |
| 4.       | LMP1      | 12 | Rebellion Racing          | Nicolas Prost Nick Heidfeld Nelson Piquet Jr.          | Rebellion R-One                | D    | 155 | +5 kör             |
| 4.       | LMP1      | 12 | Rebellion Racing          | Nicolas Prost Nick Heidfeld Nelson Piquet Jr.          | AER P60 2.4 L Turbo V6         | D    | 155 | +5 kör             |
| 5.       | LMP1      | 7  | Audi Sport Team Joest     | André Lotterer Marcel Fässler Benoît Tréluyer          | Audi R18 e-tron quattro        | M    | 155 | +5 kör             |
| 5.       | LMP1      | 7  | Audi Sport Team Joest     | André Lotterer Marcel Fässler Benoît Tréluyer          | Audi TDI 4.0 L Turbo Diesel V6 | M    | 155 | +5 kör             |
| 6.       | LMP1      | 4  | ByKolles Racing Team      | Simon Trummer James Rossiter Oliver Webb               | CLM P1/01                      | D    | 151 | +9 kör             |
| 6.       | LMP1      | 4  | ByKolles Racing Team      | Simon Trummer James Rossiter Oliver Webb               | AER P60 2.4 L Turbo V6         | D    | 151 | +9 kör             |
| 7.       | LMP2      | 36 | Signatech Alpine          | Nicolas Lapierre Gustavo Menezes Stéphane Richelmi     | Alpine A460                    | D    | 151 | +9 kör             |
| 7.       | LMP2      | 36 | Signatech Alpine          | Nicolas Lapierre Gustavo Menezes Stéphane Richelmi     | Nissan VK45DE 4.5 L V8         | D    | 151 | +9 kör             |
| 8.       | LMP2      | 31 | Extreme Speed Motorsports | Ryan Dalziel Chris Cumming Pipo Derani                 | Ligier JS P2                   | D    | 151 | +9 kör             |
| 8.       | LMP2      | 31 | Extreme Speed Motorsports | Ryan Dalziel Chris Cumming Pipo Derani                 | Nissan VK45DE 4.5 L V8         | D    | 151 | +9 kör             |
| 9.       | LMP2      | 45 | Manor                     | Matt Rao Richard Bradley Roberto Merhi                 | Oreca 05                       | D    | 151 | +9 kör             |
| 9.       | LMP2      | 45 | Manor                     | Matt Rao Richard Bradley Roberto Merhi                 | Nissan VK45DE 4.5 L V8         | D    | 151 | +9 kör             |
| 10.      | LMP2      | 43 | RGR Sport by Morand       | Ricardo González Filipe Albuquerque Bruno Senna        | Ligier JS P2                   | D    | 151 | +9 kör             |
| 10.      | LMP2      | 43 | RGR Sport by Morand       | Ricardo González Filipe Albuquerque Bruno Senna        | Nissan VK45DE 4.5 L V8         | D    | 151 | +9 kör             |
| 11.      | LMP2      | 26 | G-Drive Racing            | Roman Ruszinov Nathanaël Berthon René Rast             | Oreca 05                       | D    | 150 | +10 kör            |
| 11.      | LMP2      | 26 | G-Drive Racing            | Roman Ruszinov Nathanaël Berthon René Rast             | Nissan VK45DE 4.5 L V8         | D    | 150 | +10 kör            |
| 12.      | LMP2      | 38 | G-Drive Racing            | Simon Dolan Jake Dennis Giedo van der Garde            | Gibson 015S                    | D    | 148 | +12 kör            |
| 12.      | LMP2      | 38 | G-Drive Racing            | Simon Dolan Jake Dennis Giedo van der Garde            | Nissan VK45DE 4.5 L V8         | D    | 148 | +12 kör            |
| 13.      | LMP2      | 30 | Extreme Speed Motorsports | Scott Sharp Ed Brown Johannes van Overbeek             | Ligier JS P2                   | D    | 146 | +14 kör            |
| 13.      | LMP2      | 30 | Extreme Speed Motorsports | Scott Sharp Ed Brown Johannes van Overbeek             | Nissan VK45DE 4.5 L V8         | D    | 146 | +14 kör            |
| 14.      | LMGTE Pro | 71 | AF Corse                  | Davide Rigon Sam Bird                                  | Ferrari 488 GTE                | M    | 145 | +15 kör            |
| 14.      | LMGTE Pro | 71 | AF Corse                  | Davide Rigon Sam Bird                                  | Ferrari F154CB 3.9 L Turbo V8  | M    | 145 | +15 kör            |
| 15.      | LMP2      | 44 | Manor                     | Tor Graves James Jakes Will Stevens                    | Oreca 05                       | D    | 144 | +16 kör            |
| 15.      | LMP2      | 44 | Manor                     | Tor Graves James Jakes Will Stevens                    | Nissan VK45DE 4.5 L V8         | D    | 144 | +16 kör            |
| 16.      | LMGTE Pro | 67 | Ford Chip Ganassi Team UK | Andy Priaulx Marino Franchitti Harry Tincknell         | Ford GT                        | M    | 144 | +16 kör            |
| 16.      | LMGTE Pro | 67 | Ford Chip Ganassi Team UK | Andy Priaulx Marino Franchitti Harry Tincknell         | Ford EcoBoost 3.5 L Turbo V6   | M    | 144 | +16 kör            |
| 17.      | LMGTE Pro | 97 | Aston Martin Racing       | Fernando Rees Richie Stanaway Jonathan Adam            | Aston Martin V8 Vantage GTE    | D    | 144 | +16 kör            |
| 17.      | LMGTE Pro | 97 | Aston Martin Racing       | Fernando Rees Richie Stanaway Jonathan Adam            | Aston Martin 4.5 L V8          | D    | 144 | +16 kör            |
| 18.      | LMGTE Pro | 77 | Dempsey-Proton Racing     | Richard Lietz Michael Christensen                      | Porsche 911 RSR                | M    | 142 | +18 kör            |
| 18.      | LMGTE Pro | 77 | Dempsey-Proton Racing     | Richard Lietz Michael Christensen                      | Porsche 4.0 L Flat-6           | M    | 142 | +18 kör            |
| 19.      | LMGTE Am  | 98 | Aston Martin Racing       | Paul Dalla Lana Pedro Lamy Mathias Lauda               | Aston Martin V8 Vantage GTE    | D    | 140 | +20 kör            |
| 19.      | LMGTE Am  | 98 | Aston Martin Racing       | Paul Dalla Lana Pedro Lamy Mathias Lauda               | Aston Martin 4.5 L V8          | D    | 140 | +20 kör            |
| 20.      | LMGTE Am  | 83 | AF Corse                  | François Perrodo Emmanuel Collard Rui Águas            | Ferrari 458 Italia GT2         | M    | 139 | +21 kör            |
| 20.      | LMGTE Am  | 83 | AF Corse                  | François Perrodo Emmanuel Collard Rui Águas            | Ferrari F136GT 4.5 L V8        | M    | 139 | +21 kör            |
| 21.      | LMGTE Am  | 50 | Larbre Compétition        | Jamagisi Jutaka Paolo Ruberti Pierre Ragues            | Chevrolet Corvette C7.R        | M    | 139 | +21 kör            |
| 21.      | LMGTE Am  | 50 | Larbre Compétition        | Jamagisi Jutaka Paolo Ruberti Pierre Ragues            | Chevrolet LT5.5 5.5 L V8       | M    | 139 | +21 kör            |
| 22.      | LMGTE Am  | 78 | KCMG                      | Christian Ried Wolf Henzler Joël Camathias             | Porsche 911 RSR                | M    | 139 | +21 kör            |
| 22.      | LMGTE Am  | 78 | KCMG                      | Christian Ried Wolf Henzler Joël Camathias             | Porsche 4.0 L Flat-6           | M    | 139 | +21 kör            |
| 23.      | LMGTE Am  | 86 | Gulf Racing               | Michael Wainwright Adam Carroll Ben Barker             | Porsche 911 RSR                | M    | 138 | +22 kör            |
| 23.      | LMGTE Am  | 86 | Gulf Racing               | Michael Wainwright Adam Carroll Ben Barker             | Porsche 4.0 L Flat-6           | M    | 138 | +22 kör            |
| 24.      | LMP2      | 37 | SMP Racing                | Vitalij Petrov Viktor Saitar Kirill Ladigin            | BR Engineering BR01            | D    | 136 | +24 kör            |
| 24.      | LMP2      | 37 | SMP Racing                | Vitalij Petrov Viktor Saitar Kirill Ladigin            | Nissan VK45DE 4.5 L V8         | D    | 136 | +24 kör            |
| 25.      | LMGTE Am  | 88 | Abu Dhabi-Proton Racing   | Háled al-Kúbáisi Patrick Long David Heinemeier Hansson | Porsche 911 RSR                | M    | 136 | +24 kör            |
| 25.      | LMGTE Am  | 88 | Abu Dhabi-Proton Racing   | Háled al-Kúbáisi Patrick Long David Heinemeier Hansson | Porsche 4.0 L Flat-6           | M    | 136 | +24 kör            |
| 26.      | LMP1      | 1  | Porsche Team              | Timo Bernhard Brendon Hartley Mark Webber              | Porsche 919 Hybrid             | M    | 112 | +48 kör            |
| 26.      | LMP1      | 1  | Porsche Team              | Timo Bernhard Brendon Hartley Mark Webber              | Porsche 2.0 L Turbo V4         | M    | 112 | +48 kör            |
| 27.      | LMP1      | 5  | Toyota Gazoo Racing       | Anthony Davidson Sébastien Buemi Nakdzsima Kazuki      | Toyota TS050 Hybrid            | M    | 110 | +50 kör            |
| 27.      | LMP1      | 5  | Toyota Gazoo Racing       | Anthony Davidson Sébastien Buemi Nakdzsima Kazuki      | Toyota 2.4 L Turbo V6          | M    | 110 | +50 kör            |
| Ki       | LMP2      | 35 | Baxi DC Racing Alpine     | David Cheng Ho-Pin Tung Nelson Panciatici              | Alpine A460                    | D    | 143 | ütközés            |
| Ki       | LMP2      | 35 | Baxi DC Racing Alpine     | David Cheng Ho-Pin Tung Nelson Panciatici              | Nissan VK45DE 4.5 L V8         | D    | 143 | ütközés            |
| Ki       | LMGTE Pro | 51 | AF Corse                  | Gianmaria Bruni James Calado                           | Ferrari 488 GTE                | M    | 140 | motor              |
| Ki       | LMGTE Pro | 51 | AF Corse                  | Gianmaria Bruni James Calado                           | Ferrari F154CB 3.9 L Turbo V8  | M    | 140 | motor              |
| Ki       | LMP2      | 27 | SMP Racing                | Nicolas Minassian Maurizio Mediani David Markozov      | BR Engineering BR01            | D    | 123 |                    |
| Ki       | LMP2      | 27 | SMP Racing                | Nicolas Minassian Maurizio Mediani David Markozov      | Nissan VK45DE 4.5 L V8         | D    | 123 |                    |
| Ki       | LMGTE Pro | 66 | Ford Chip Ganassi Team UK | Olivier Pla Stefan Mücke Billy Johnson                 | Ford GT                        | M    | 100 | baleset            |
| Ki       | LMGTE Pro | 66 | Ford Chip Ganassi Team UK | Olivier Pla Stefan Mücke Billy Johnson                 | Ford EcoBoost 3.5 L Turbo V6   | M    | 100 | baleset            |
| Ki       | LMP1      | 6  | Toyota Gazoo Racing       | Stéphane Sarrazin Mike Conway Kobajasi Kamui           | Toyota TS050 Hybrid            | M    | 87  | motor              |
| Ki       | LMP1      | 6  | Toyota Gazoo Racing       | Stéphane Sarrazin Mike Conway Kobajasi Kamui           | Toyota 2.4 L Turbo V6          | M    | 87  | motor              |
| Ki       | LMP2      | 42 | Strakka Racing            | Nick Leventis Jonny Kane Danny Watts                   | Gibson 015S                    | D    | 78  | motor              |
| Ki       | LMP2      | 42 | Strakka Racing            | Nick Leventis Jonny Kane Danny Watts                   | Nissan VK45DE 4.5 L V8         | D    | 78  | motor              |
| Ki       | LMGTE Pro | 95 | Aston Martin Racing       | Nicki Thiim Marco Sørensen Darren Turner               | Aston Martin V8 Vantage GTE    | D    | 40  | baleset            |
| Ki       | LMGTE Pro | 95 | Aston Martin Racing       | Nicki Thiim Marco Sørensen Darren Turner               | Aston Martin 4.5 L V8          | D    | 40  | baleset            |

## A világbajnokság állása a versenyt követően
LMP1 (Teljes táblázat)
| H  | Versenyzők                                            | Pont | H  | Konstruktőrök | Pont |
| -- | ----------------------------------------------------- | ---- | -- | ------------- | ---- |
| 1. | Marc Lieb Romain Dumas Neel Jani                      | 43   | 1. | Porsche       | 56   |
| 2. | Dominik Kraihamer Alexandre Imperatori Mathéo Tuscher | 30   | 2. | Toyota        | 43   |
| 3. | Loïc Duval Lucas di Grassi Oliver Jarvis              | 25   | 3. | Audi          | 41   |
| 4. | Nicolas Prost Nick Heidfeld Nelson Piquet Jr.         | 24   |    |               |      |
| 5. | Stéphane Sarrazin Mike Conway Kobajasi Kamui          | 18   |    |               |      |

GT (Teljes táblázat)
| H  | Versenyzők                                     | Pont | H  | Konstruktőrök | Pont |
| -- | ---------------------------------------------- | ---- | -- | ------------- | ---- |
| 1. | Davide Rigon Sam Bird                          | 52   | 1. | Ferrari       | 78   |
| 2. | Andy Priaulx Marino Franchitti Harry Tincknell | 30   | 2. | Aston Martin  | 46   |
| 3. | James Calado Gianmaria Bruni                   | 18   | 3. | Ford          | 40   |
| 4. | François Perrodo Emmanuel Collard Rui Águas    | 16   | 4. | Porsche       | 24   |
| 5. | Paul Dalla Lana Pedro Lamy Mathias Lauda       | 16   |    |               |      |

LMP2 (Teljes táblázat)
| H  | Versenyzők                                         | Pont | H  | Konstruktőrök                 | Pont |
| -- | -------------------------------------------------- | ---- | -- | ----------------------------- | ---- |
| 1. | Ricardo González Filipe Albuquerque Bruno Senna    | 37   | 1. | RGR Sport by Morand           | 40   |
| 2. | Nicolas Lapierre Gustavo Menezes Stéphane Richelmi | 37   | 2. | Signatech Alpine              | 37   |
| 3. | Ryan Dalziel Chris Cumming Pipo Derani             | 36   | 3. | #31 Extreme Speed Motorsports | 36   |
| 4. | Roman Ruszinov Nathanaël Berthon René Rast         | 27   | 4. | G-Drive Racing                | 29   |
| 5. | Matt Rao Richard Bradley Roberto Merhi             | 23   | 5. | #30 Extreme Speed Motorsports | 16   |

LMGTE Am (Teljes táblázat)
| H  | Versenyzők                                  | Pont | H  | Konstruktőrök           | Pont |
| -- | ------------------------------------------- | ---- | -- | ----------------------- | ---- |
| 1. | Paul Dalla Lana Pedro Lamy Mathias Lauda    | 44   | 1. | Aston Martin Racing     | 44   |
| 2. | François Perrodo Emmanuel Collard Rui Águas | 43   | 2. | AF Corse                | 43   |
| 3. | Jamagisi Jutaka Paolo Ruberti Pierre Ragues | 30   | 3. | Larbre Compétition      | 30   |
| 4. | Christian Ried Wolf Henzler Joël Camathias  | 24   | 4. | KCMG                    | 24   |
| 5. | Háled al-Kúbáisi David Heinemeier Hansson   | 19   | 5. | Abu Dhabi-Proton Racing | 19   |